# SMOS
A SMOS (Soil Moisture and Ocean Salinity, angolul Talajnedvesség és Óceán-sótartalom) az ESA műholdja, melyet 2009 novemberében állítottak Föld körüli pályára. A Living with a Planet program Earth Explorers műholdsorozatának második műholdja, melynek feladata a szárazföldek talajnedvességének, valamint a világóceán sótartalmának folyamatos mérése; mindkettőnek komoly szerepe van a Föld vízkörzésében, de egyik paramétert sem mérték idáig az egész földgömbre kiterjedően, folyamatosan.
A föld talajnedvességének mérése a meteorológiai előrejelzések és az éghajlatmodellek pontosításában is szerepet játszik, mert ettől függ, hogy mennyi víz tud elpárologni és a így légkörben megjelenni. Szerepe van a növények fejlődésének megbecslésében, valamint néhány katasztrófa, az aszályok és az áradások, földcsuszamlások előrejelzésében és megakadályozásában. A tengervíz sótartalma elsősorban a folyók által beszállított édesvíz és a tengerfelszín párolgása által kialakított dinamikus egyensúlytól függ, és a vízhőmérséklettel együtt befolyásolja a tengervíz sűrűségét, ami a tengeráramlatokra van fontos befolyással.
A műhold fedélzetén egy képalkotó interferometrikus radiométer dolgozik, mely az 1,5 gigahertzes mikrohullámú tartományban készít képeket a földfelszínről.

## Külső hivatkozások
- Frey, Sándor: Készül az ESA új földmegfigyelő műholdja. Űrvilág.hu, 2009. június 20. (Hozzáférés: 2009. június 21.)
- Spaceflight Now: Earth-watching satellite launched on watery mission 2009-11-02